# Dysdera diversa
Dysdera diversa este o specie de păianjeni din genul Dysdera, familia Dysderidae, descrisă de John Blackwall în anul 1862.
Este endemică în Madeira. Conform Catalogue of Life specia Dysdera diversa nu are subspecii cunoscute.